# Beretta Px4 Storm

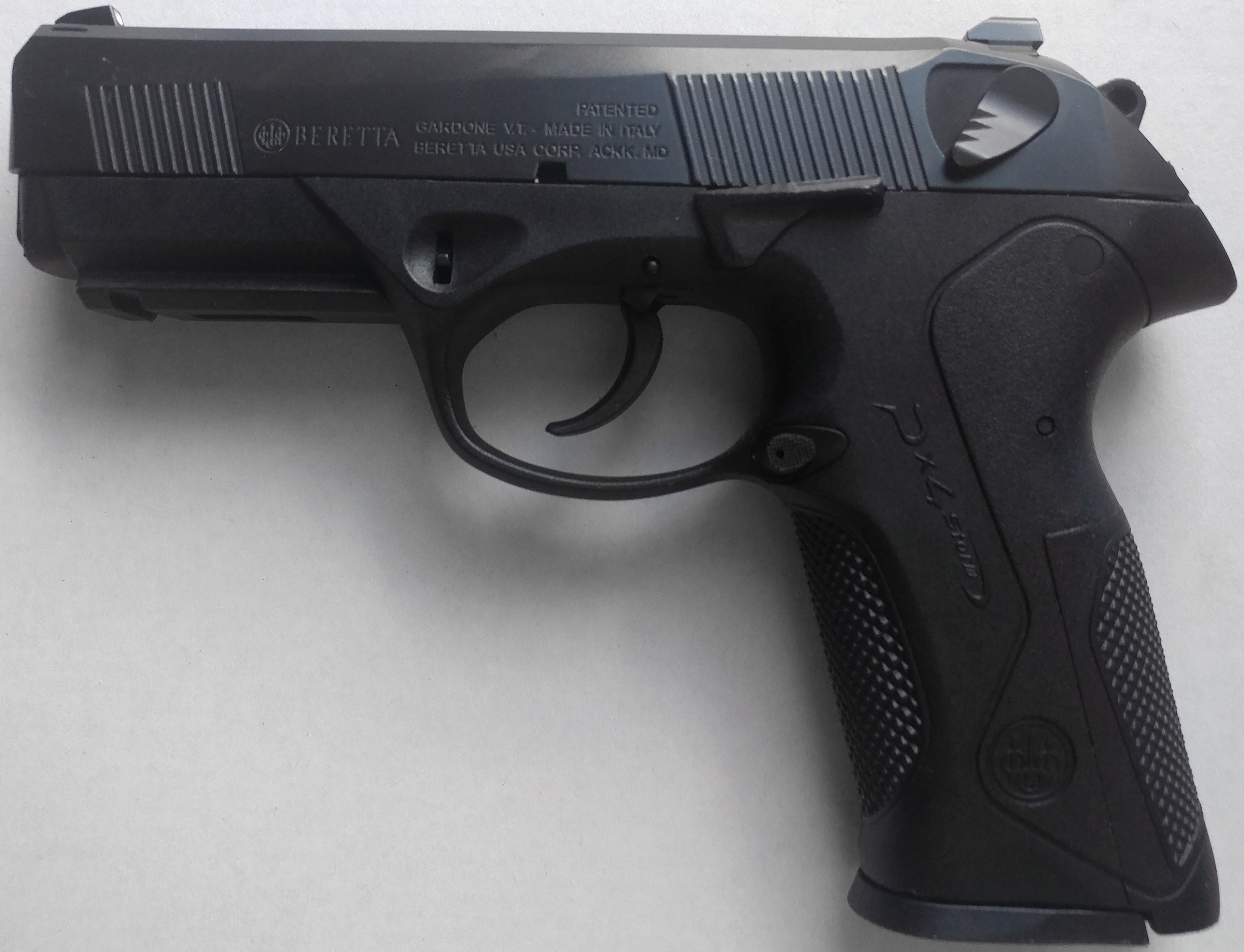

Beretta Px4 Storm este un pistol semiautomat destinat apărării personale și utilizării forțelor de ordine. Este disponibil în versiunile de dimensiune completă, Compact și Subcompact. Px4 folosește un sistem de declanșare și siguranță similar cu seria Beretta 92 și Beretta 8000, deși se distinge de predecesorii săi prin construcția sa ușoară din polimer, cu inserții din oțel, șină Picatinny standard și curele de prindere interschimbabile. Versiunile de dimensiune completă și Compact utilizează aceeași acțiune de țeavă rotativă și scurtă de recul ca și seria Beretta 8000, în timp ce Subcompact utilizează sistemul de butoi înclinat.